# Yrjö Hietanen
Yrjö Jalmari Hietanen (Helsinki, 12 luglio 1927 – Helsinki, 26 marzo 2011) è stato un canoista finlandese.
Ha vinto due medaglie olimpiche nella canoa, entrambe alle Olimpiadi 1952 svoltesi ad Helsinki. In particolare ha conquistato la medaglia d'oro nelle specialità K2 1000 metri maschile e K2 10000 metri maschile.
Ha partecipato anche alle Olimpiadi 1956.